# 소비지출

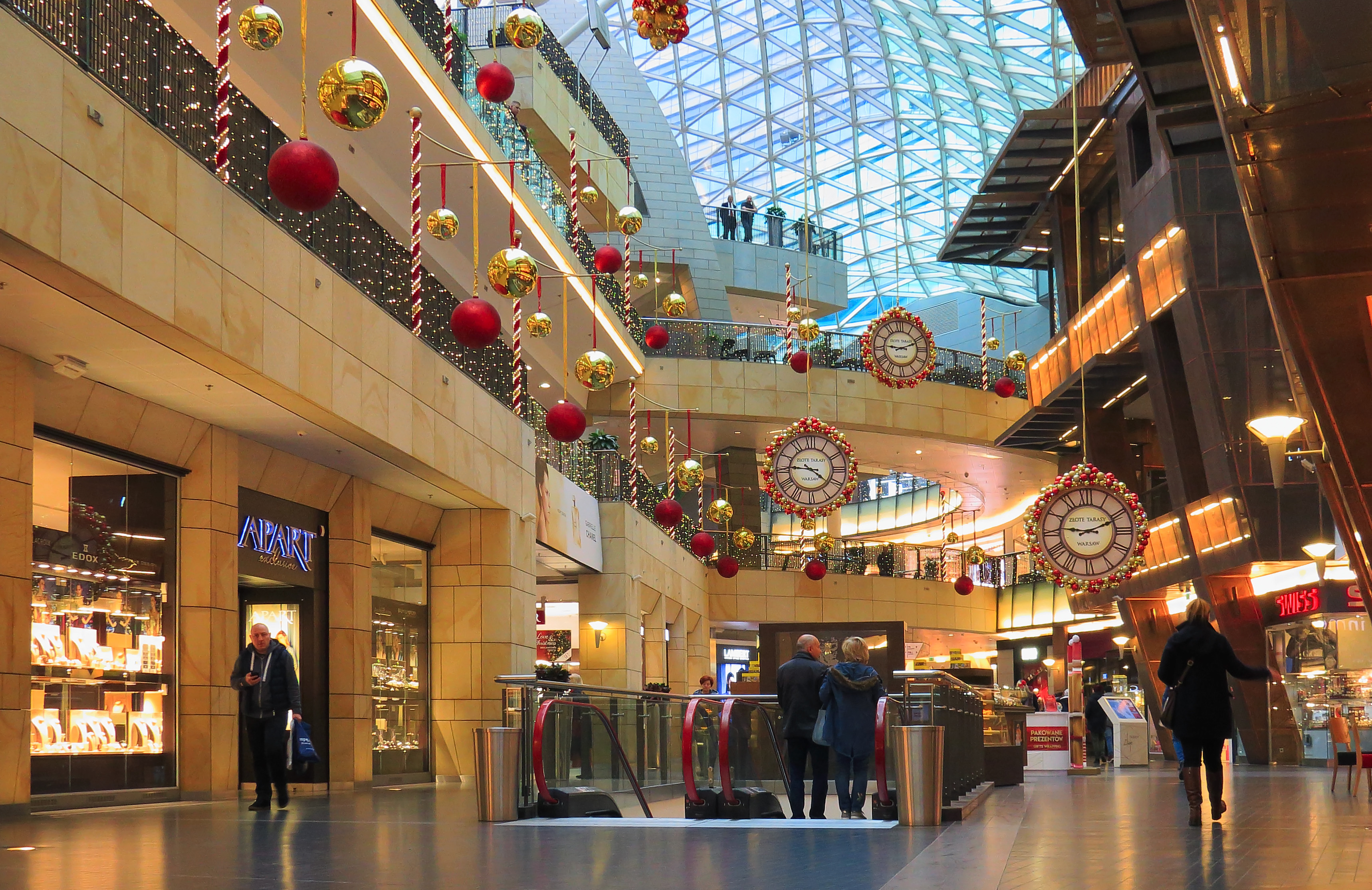
소비자는 쇼핑몰에서 다량의 상품과 용역을 구매할 수 있다.

소비지출, 소비자 지출 또는 개인소비는 개인과 가계가 최종 재화와 서비스에 지출한 총 금액이다.
소비지출에는 유도 소비(소득 수준에 영향을 받음)와 자율 소비(소득 수준에 영향을 받지 않음)의 두 가지 구성 요소가 있다.

## 거시 경제 요인

### 세금
세금은 경제 조정의 도구이다. 정부가 설계한 세금 정책은 소비자 그룹, 순 소비지출 및 소비자 신뢰에 영향을 미친다. 경제학자들은 세금 조작이 소비지출을 늘리거나 줄일 것으로 예상하지만 특정 조작의 정확한 영향은 종종 논란의 대상이다.
소비지출을 자극하거나 억제하는 근본적인 세금 조작은 국내 총생산(GDP)에 대한 방정식이다. 방정식은 GDP = C + I + G + NX이다. 여기서 C는 민간 소비, I는 민간 투자, G는 정부, NX는 순 수출에서 수입을 뺀 값이다. 정부 지출의 증가는 수요와 경제 확장을 창출한다. 그러나 정부 지출 증가는 세금 증가 또는 적자 지출로 해석된다. 이것은 개인 소비, 투자 및 무역 수지에 잠재적으로 부정적인 영향을 미친다.

### 소비자 심리
소비자 심리는 경제와 재정 시장의 건전성에 대한 소비자의 일반적인 태도이며 소비지출의 강력한 구성 요소이다. 감성은 경제 상황에 대한 소비자의 태도가 나쁘면 소비를 꺼리기 때문에 경제에 변동을 일으킬 수 있는 강력한 능력을 가지고 있다. 따라서 사람들이 경제에 대한 믿음이 있거나 곧 일어날 것이라고 믿는 경우 확신을 가지고 소비하고 투자하기 때문에 정서는 경제의 강력한 예측 변수임이 입증되었다. 그러나 정서가 다른 사람들만큼 항상 일부 사람들의 소비 습관에 영향을 미치는 것은 아니다. 예를 들어, 일부 가구는 지출을 소득과 엄격하게 구분하여 소득이 소비(저축 포함)와 거의 같거나 거의 같도록 한다. 다른 사람들은 수입 등을 지출하는 방법을 결정하기 위해 자신의 감정에 의존한다.

### 정부의 경기 부양책
경제적 어려움이나 불확실성의 시기에 정부는 종종 리베이트나 수표의 형태로 경제 부양책을 분배하여 문제를 바로잡으려고 한다. 그러나 이러한 기술은 여러 가지 이유로 과거에 실패했다. 앞서 논의한 바와 같이 사람들은 종종 자신의 소비 습관을 빠르게 바꾸는 것을 좋아하지 않기 때문에 일시적인 재정적 유예는 거의 성공하지 못한다. 또한 사람들은 경제 부양책이 경기 침체로 인한 것이라는 사실을 깨달을 만큼 똑똑하기 때문에 지출을 더욱 꺼린다. 대신 그들은 저축에 넣어 잠재적으로 경제를 촉진하는 데 도움이 될 수 있다. 돈을 저축함으로써 은행은 이익을 얻고 이자율을 낮출 수 있으며, 이는 다른 사람들이 저축을 덜 하고 미래의 지출을 촉진하도록 장려한다.

### 연료
연료 공급이 중단되면 자동차 및 기계류와 같이 연료에 의존하는 상품에 대한 수요가 감소할 수 있다. 에너지 공급 중단은 이러한 공급의 가용성 및 향후 가격에 대한 불확실성을 야기한다. 종종 소비자는 제품을 사용할 수 있는 연료가 있음을 확신할 수 있을 때까지 에너지 의존형 제품을 구매하지 않는다.
연료 가격의 상승은 비탄력적이기 때문에 수요 감소로 이어지지 않는다. 오히려 소득의 더 많은 부분이 연료에 소비되고 다른 상품을 구매하는 데 사용할 수 있는 것은 더 적는다. 이는 전반적인 소비 지출 감소로 이어진다.

## 같이 보기
- 최대 소비자 시장 목록